# (4523) MIT
(4523) MIT (1981 DM1) – planetoida z pasa głównego asteroid okrążająca Słońce w ciągu 4,4 lat w średniej odległości 2,68 j.a. Odkryta 28 lutego 1981 roku.